# Авиньонское пленение пап
Авиньо́нское плене́ние пап — период с 1309 до 1377 (отчасти до 1403) года, когда резиденция католических первосвященников находилась не в Риме, а во французском Авиньоне. 
В 1309 году француз Климент V, ставший папой вскоре после поражения Бонифация VIII в конфликте с королём Франции Филиппом IV Красивым, переехал в Авиньон. Этот город, принадлежавший графам Прованса, папа Климент VI выкупил в 1348 году в собственность католической церкви. В Авиньоне под протекцией французской короны папы чувствовали себя в гораздо большей безопасности, нежели в Риме, сотрясаемом острыми конфликтами между партиями знати. К тому же Папское государство в центре Италии тогда фактически распалось.

## Предыстория
В конце XIII — начале XIV века в странах Западной Европы, в том числе во Франции, начался процесс централизации государств. В централизованных государствах всё население подчинялось монарху, который был в более сильном положении, чем в период феодальной раздробленности. В 1294 году король Франции Филипп IV объявил войну Англии. Для покрытия расходов он обложил налогом также духовенство, не согласовав это с папой Бонифацием VIII. Тот в свою очередь издал в 1296 году буллу «Clericis laicos», где выступил с критикой в адрес французского короля, запретил обложение духовенства и угрожал отлучением от Церкви тех, кто будет взимать или платить налоги. В этом же году Филипп IV запретил вывоз драгоценных камней и металлов из страны, тем самым лишив папу средств, получаемых из Франции. В 1297 году в булле «Romana Mater» Бонифаций VIII смягчил свою позицию насчёт Франции и разрешил духовенству в добровольном порядке вносить налоги, согласно указу французского короля. 
Наступившее зыбкое перемирие продлилось недолго. Найдя другой источник доходов для казны, папа в 1302 году вновь выступил с критикой французского короля. Филипп IV обвинил папу в ереси и симонии. Сначала во Франции, а затем и в Италии началась агитация за свержение папы. В 1303 году Бонифаций VIII был арестован и избит заговорщиками в своей резиденции в Ананьи и вскоре умер. На папский престол взошёл Бенедикт XI, однако спустя 8 месяцев и он был отравлен. Спустя 11 месяцев кардиналы избрали папой гасконского прелата Бертрана де Го, принявшего имя Климента V. Новой резиденцией папы стал город Авиньон, пожалованный французским королём. Первым делом папа Климент V раздал должности в коллегии кардиналов французам и вернул в лоно церкви Францию. В 1314 году Климент V умер; два года спустя новым папой был избран авиньонский кардинал Жак д’Юэз (Иоанн XXII), и папский двор окончательно переместился в Авиньон.

## Папы в Авиньоне
Авиньонский период в истории папства мало напоминал реальный плен, скорее это было сотрудничество пап с сильными французскими королями. Все папы этого периода были французами (точнее, окситанцами), французское большинство было и в коллегии кардиналов, избиравших пап. Немало кардиналов служило ранее при королевском дворе. Папы выполняли важные дипломатические миссии в пользу короля Франции, были исполнителями его воли.
К этому времени папство, сильнее зависевшее от светской власти, утратило былую роль в политической жизни Европы. Однако как внутрицерковный институт оно усилилось. Власть пап в церкви приобрела поистине монархический характер. Епископы и аббаты отныне не избирались местным духовенством и монахами, а назначались папами. С помощью непомерно разросшегося бюрократического аппарата своей курии папы контролировали все сферы церковной жизни. Значительно увеличились доходы папской казны, был создан центральный финансовый орган папской администрации. Среди источников пополнения казны были торговля индульгенциями, продажа церковных должностей, сбора крестоносной десятины и аннатов (сборов, взимавшихся с лиц, получавших от папы пребенду — право на получение дохода с церковной должности); огромные суммы шли на содержание папского двора. Это способствовало падению авторитета папства. Папа Климент V создал церковный Верховный суд, состоявший из самого понтифика и кардиналов. Это ускорило процесс судопроизводства в католической Церкви.
Итальянский гуманист Франческо Петрарка, побывавший в Авиньоне и резко осуждавший невиданную роскошь папского двора, охарактеризовал пребывание пап в этом городе как «вавилонский» плен. Роскошную жизнь понтификов осуждала и святая Екатерина Сиенская. Авторитет папства за эти годы упал очень низко и никогда больше не восстанавливался в полной мере. Светские правители Европы уже не нуждались в обязательной папской санкции на власть. В 1356 году император Карл IV Люксембургский издал Золотую буллу, в которой папа вообще ни разу не упоминался. Это ясно показывает, что папство к тому времени безнадёжно проиграло борьбу за верховную власть в Европе. В последующие века о папском Авиньоне говорили как о городе, абсолютно лишенном духовности. С другой стороны, переезд в Авиньон освободил пап от сильного давления итальянской аристократии.
Находясь во Франции, папы, однако, старались сохранить свои территории в Центральной Италии. С этой целью, например, была предпринята обернувшаяся неудачей попытка поддержать выступление Кола ди Риенцо в 1347 году в Риме.
В последние годы «пленения» позиции папы в Италии вновь стали усиливаться. Урбан V укрепил свою власть и авторитет, даровав Папскому государству конституцию.
К 1360-м годам в связи с ослаблением Франции во время Столетней войны в Авиньоне стало уже не так спокойно, и в 1367 году под влиянием Петрарки и Бригитты Шведской папа Урбан V предпринял попытку переехать в Рим. Однако спустя три года папа был вынужден вернуться в Авиньон — в Риме, сотрясаемом солдатскими бунтами, продолжалась борьба политических группировок за власть, а местное население негативно относилось к папе-французу.
В 1377 году преемник Урбана V Григорий XI, опасаясь полностью утратить власть в Папской области и поддавшись уговорам Екатерины Сиенской, окончательно вернулся в Рим. Новой папской резиденцией — на смену сгоревшему в 1308 году Латеранскому дворцу — стал Ватикан. Так закончилось «Авиньонское пленение пап», но не история папства в Авиньоне. После кончины Григория XI в 1378 году кардиналы, недовольные его преемником Урбаном VI, избрали антипапу Климента VII, который вернулся в Авиньон. Так уже через год после окончания «Авиньонского пленения» начался Великий западный раскол, когда и в Авиньоне, и в Риме находились конкурирующие папы, разделившие между собой весь католический мир. Преемником Климента VII был Бенедикт XIII, низложенный и отлучённый Констанцским собором в 1417 году, после чего бежал в родную Испанию. Он и был последним авиньонским папой.

## Список авиньонских пап
К Авиньонскому периоду относится правление следующих римских пап:
- Климент V (1305—1314)
- Иоанн XXII (1316—1334)
- Бенедикт XII (1334—1342)
- Климент VI (1342—1352)
- Иннокентий VI (1352—1362)
- Урбан V (1362—1370)
- Григорий XI (1370—1378).

## Список авиньонских антипап
- Климент VII (1378-1394).
- Бенедикт XIII (1394-1423)